# تشاكنا
تشاكنا هو نوع يخنة حارة، معروفة في شبه القارة الهندية، وتتكون من كرشة و أمعاء الماعز وأجزاء من الجهاز الهضمي الحيوانية الأخرى، وتعتبر هذه الشوربة نوع خاص للمسلمين الذين يسكنون في مدينة حيدر أباد، وفي جميع أنحاء الهند الأخرى ايضا، حيث ان تشاكنا تعرف على انها وجبة خفيفة يتم تناولها مع الكحول، وايضا حساء الكرشة يحتوي على قطع من الكبد والكلى. وكما ذكرنا يتم تناوله مع الخمور في جميع أنحاء الهند.